# Adolfo González Montes

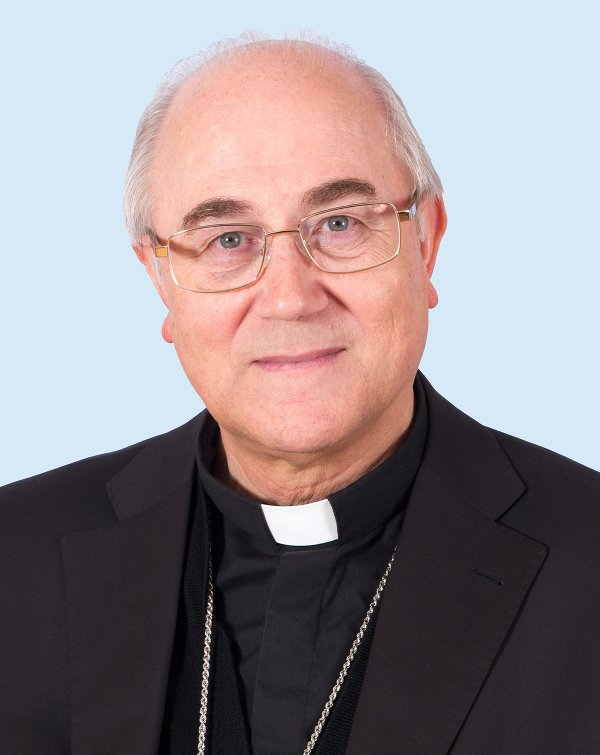
Bischof Adolfo González Montes.

Wappen von Adolfo González Montes

Adolfo González Montes (* 13. November 1946 in Aldeávila) ist ein spanischer Geistlicher und emeritierter römisch-katholischer Bischof von Almería.

## Leben
Adolfo González Montes empfing am 29. Juni 1972 die Priesterweihe für das Bistum Salamanca.
Papst Johannes Paul II. ernannte ihn am 26. Mai 1997 zum Bischof von Ávila und er wurde am 7. Mai desselben Jahres in das Amt eingeführt. Die Bischofsweihe spendete ihm der Apostolische Nuntius in Spanien und Andorra, Erzbischof Lajos Kada, am 5. Juli desselben Jahres; Mitkonsekratoren waren José Delicado Baeza, Erzbischof von Valladolid, und Antonio Cañizares Llovera, Erzbischof von Granada.
Am 15. April 2002 wurde er zum Bischof von Almería ernannt.
Papst Franziskus ernannte am 8. Januar 2021 Antonio Gómez Cantero, den bisherigen Bischof von Teruel y Albarracín, zu seinem Koadjutor. Am 30. November 2021 nahm Papst Franziskus seinen altersbedingten Rücktritt an.